# Sida potosina
Sida potosina är en malvaväxtart som beskrevs av T. S. Brandegee. Sida potosina ingår i släktet sammetsmalvor, och familjen malvaväxter. Inga underarter finns listade i Catalogue of Life.